# Myrmosicarius grandicornis
Myrmosicarius grandicornis är en tvåvingeart som beskrevs av Borgmeier 1928. Myrmosicarius grandicornis ingår i släktet Myrmosicarius och familjen puckelflugor.
Artens utbredningsområde är Texas. Inga underarter finns listade i Catalogue of Life.